# Antonio Presti
Pour les articles homonymes, voir Presti.
Antonio Presti, né à Messine le 12 mai 1957, est un collectionneur d'art et mécène italien de Sicile qui investit massivement dans des projets artistiques et culturels situés en Sicile, projets qui lui ont valu notamment des menaces de Cosa nostra.

## Biographie
Né à Messine en 1957, Antonio Presti hérite, en 1978, de la fortune amassée par son père, un entrepreneur de travaux publics, et décide alors d'utiliser sa fortune pour combattre le système mafieux de l’île en investissant dans des projets artistiques et culturels.
Dès 1982, il lance son premier projet, La fiumara d’arte (Le torrent d’art), un parc qui, lors de son achèvement en 2009, compte une vingtaine de sculptures monumentales installées entre les monts Nébrodes et la côte nord de Sicile. Presti, qui choisit de construire sur des terrains publics, refuse de payer les pots-de-vin habituels et fait don des œuvres aux autorités publiques, est dénoncé pour construction illégale et appropriation illicite de terrains par les municipalités qui exigent la démolition des sculptures. Presti est condamné à quinze jours de prison, mais les ordonnances de démolition ne sont en définitive pas exécutées, tandis que la Cour suprême annule sa condamnation.
Depuis le succès de la fiumara d’arte, Presti a créé une fondation et a financé des dizaines d’initiatives qui en ont fait un héraut de la Sicile qui résiste à la misère culturelle et sociale.
Parmi ses projets les plus remarqués, on peut noter: 
- l’hôtel Atelier Sul Mare, à Castel di Tusa : un hôtel de 40 chambres qui sont chacune l'œuvre d'un artiste différent[1].

- La porta della Bellezza (la porte de la beauté), dans le quartier de Librino, à Catane : une œuvre monumentale collective construite avec la collaboration des enfants et étudiants du quartier. L'œuvre fait partie d'un ensemble de projets dans ce quartier misérable de la ville de Catane[2].

Selon Presti, « [offrir] de la culture et de la beauté sans rien demander en échange, en Sicile, c’est subversif. Quand vous ne demandez rien en échange, les porcs ne peuvent pas vous éliminer. Les politiques ne peuvent pas vous censurer. L’Église ne peut pas vous freiner ». Il veut, à travers ses projets, « aider les citoyens à respecter leur territoire » et « à retrouver leur identité » à travers l’art. Pour lui, « l’art qui n’est qu’une esthétique de l’apparence, cela ne m’intéresse pas. L’action artistique doit toucher les gens, changer leur vie ».

## Honneur
L'astéroïde (20049) Antoniopresti porte son nom.

## Sources
- Antonio Presti, le mécène anti-mafia